# Joseph Thomson (Entdecker)

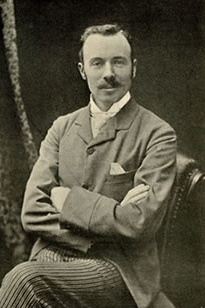
Joseph Thomson

Joseph Thomson (* 14. Februar 1858 in Penpont, Dumfriesshire, Schottland; † 2. August 1895 in London) war ein schottischer Entdecker und Afrikareisender. Sein offizielles botanisches Autorenkürzel lautet „J.Thomson“.

## Leben und Wirken
Thomson studierte in Edinburgh, ging 1878 mit der von Keith Johnston geführten Expedition als Geologe nach Ostafrika. Nachdem Johnston am 28. Juni 1879 einem Fieberanfall erlegen war, übernahm Thomson die Führung der Expedition. Sie gingen durch Uhehe das Nordende des Njassasees und von hier den Tanganjika bei Pambete, erforschte das Westufer bis zur Insel Kasenge und verfolgte den Lauf des Lukuga weiter als Henry Morton Stanley und Cameron bis zu 29° 27' östl. Länge und 5° 41' südl. Breite. Den Rückweg schlug er am 1. März 1880 von Pambete in nördlicher und nordöstlicher Richtung durch Fipa und Ukonongo nach Unjamwesi ein.
Im Auftrag des Sultans machte er 1882 einen vergeblichen Versuch, Kohlenlager am Rovuma aufzufinden. Ausgerüstet von der Geographischen Gesellschaft in London, ging er am 10. März 1883 von Mombasa aus über Taveta, am Ost- und Nordrand des Kilimandscharo vorbei, auf das Plateauland von Kapotei, zum Naivashasee und über eine 4.300 m hohe Gebirgskette, die von ihm den Namen Aberdarekette erhielt, an den Fuß (1.740 m) des Mount Kenia. Von hier wandte er sich nach Nordwesten zum Baringosee und über den Elgejo-Gebirgskamm, den Nzoia entlang nach Kawirondo, wo er in Masala am 10. Dezember 1882 den  Victoria-Nyanza erblickte. Nach einem Abstecher zum 4.270 Meter hohen Mount Elgon ging er über den Baringo und Naivashasee und südlich davon über die Uluberge und durch die Landschaft Kikumbuliu nach Taita und Mombasa zurück, wo er am 25. Mai 1884 eintraf.
In den Jahren 1883 bis 1884 bereiste Thomson das Land der Maasai und vermittelte das Bild der Maasai als blutdürstende Krieger. Seine Reiseerlebnisse veröffentlichte er 1885 unter dem Titel Through Masai land.
Nach ihm wurde auch die Thomson-Gazelle benannt.

## Werke
- To the Central African Lakes and Back. 2 Bände, 1881. (online Übersetzung ins Deutsche, Jena 1886 (2. Aufl.) – Internet Archive)
- Durch Massai-Land. Forschungsreise in Ostafrika zu den Schneebergen und wilden Stämmen zwischen dem Kilima-Ndjaro und Victoria Njansa in den Jahren 1883 und 1884, Übersetzer: Wilhelm von Freeden. Brockhaus, Leipzig 1885 (online – Internet Archive)
- Through Masai land. A journey of exploration among the snowclad volcanic mountains and strange tribes of Eastern Equatorial Africa, Cass, London 1968 (Repr. d. Ausg. London 1885)
- Ulu (2 Bände, 1888) mit E. Harris Smith
- Travels in the Atlas and Southern Morocco (1889)
- Mungo Park and the Niger (1890)